# St. Jakob (Niederhersdorf)

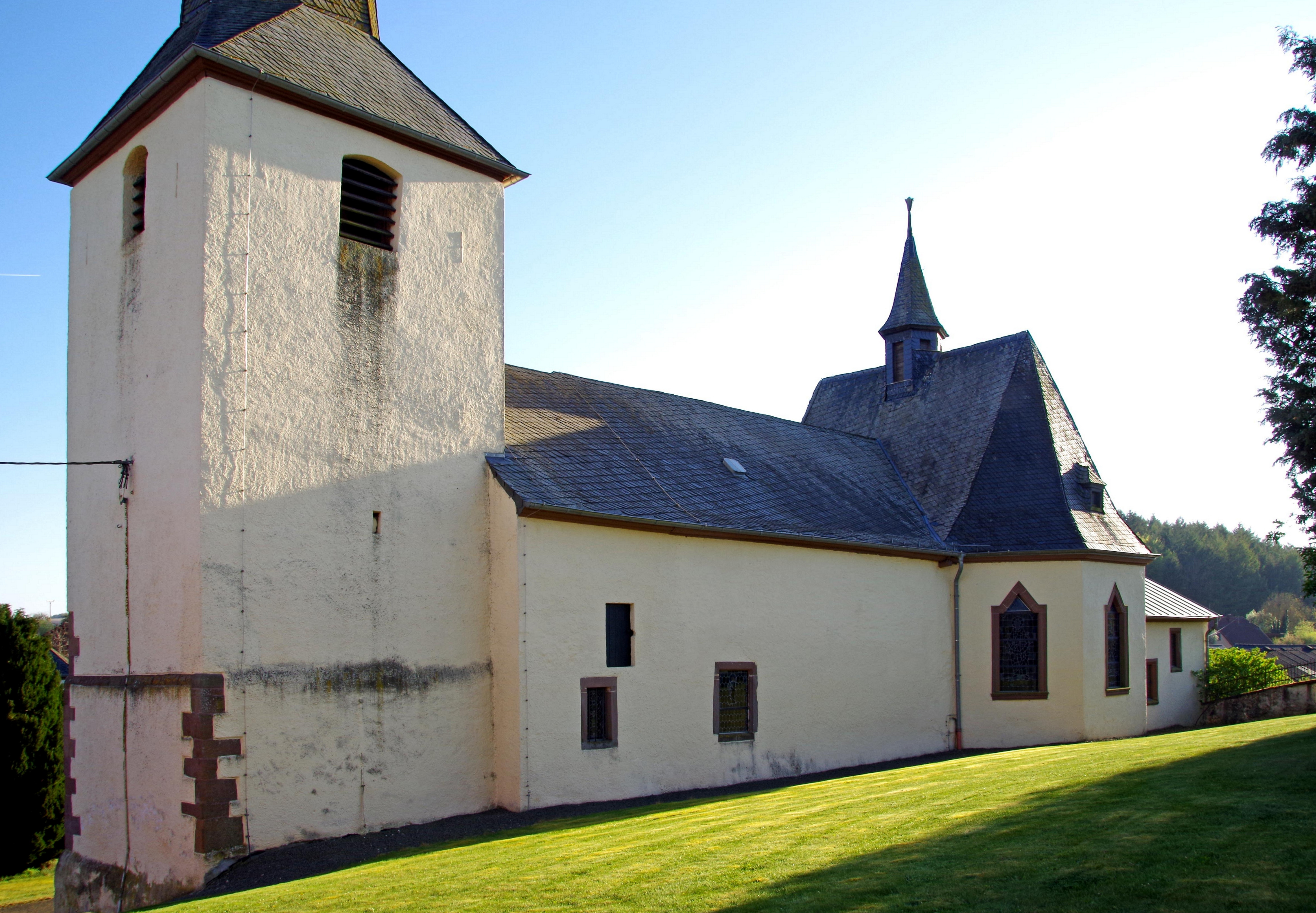
St. Jakob (Niederhersdorf)

Die Kapelle St. Jakob ist die römisch-katholische Filialkirche in Niederhersdorf, Ortsteil von Hersdorf, im Eifelkreis Bitburg-Prüm in Rheinland-Pfalz. Die Kirche gehört zur Pfarrei Schönecken in der Pfarreiengemeinschaft Schönecken-Waxweiler im Dekanat St. Willibrord Westeifel im Bistum Trier.

## Geschichte

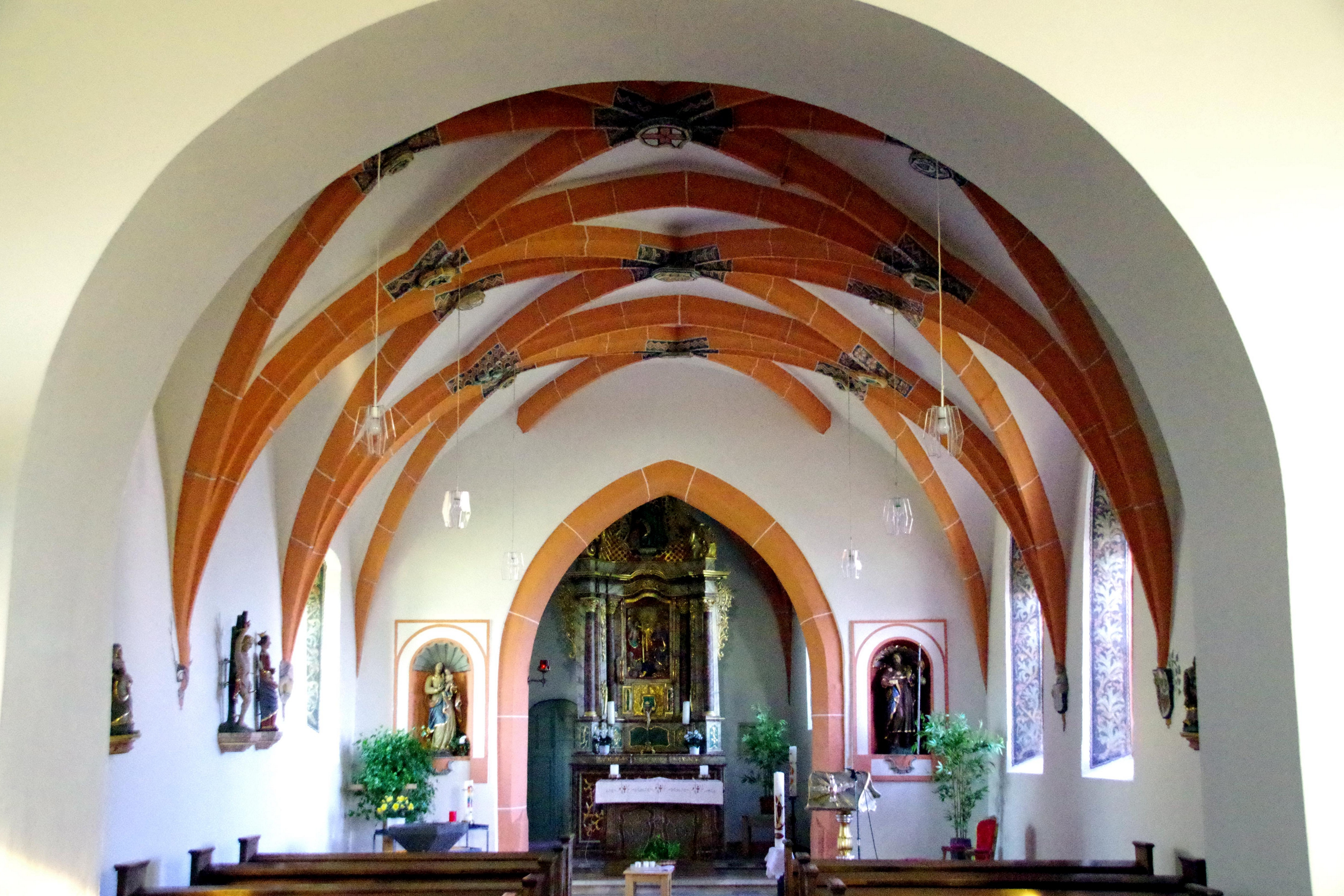
St. Jakob (Niederhersdorf)

Seit dem 15. Jahrhundert gab es in Niederhersdorf eine Kirche. Sie wurde 1725 neu errichtet und 1926 querhausartig nach Westen erweitert. Das dreiachsige spätgotische Schiff mit Netzrippengewölbe misst 8 × 6 Meter mit anschließendem Chorraum und einem älteren Choranschlussturm im Osten. Zwischen Langhaus und Chor besteht ein deutlicher Achsknick. Die Kirche ist zu Ehren des Apostels Jakobus der Ältere geweiht.

## Ausstattung
Der Hochaltar ist ein barocker Säulenaltar des 18. Jahrhunderts. Die Kirche verfügt über Abbildungen folgender Motive: Jakobus, Ursula von Köln, Erzengel Michael, Donatus von Münstereifel, Muttergottes und Dreifaltigkeit.